# Vreni Eberle
Vreni Eberle (n. 13 noiembrie 1950, München, RFG) este o înotătoare germană, medaliată olimpică. A participat la 2 ediții ale Jocurilor Olimpice (1968, 1972) în care a câștigat o medalie de bronz.